# Milan Pavlović (glumac)
Milan Pavlović (Sarajevo, 2. siječnja 1970.[nedostaje izvor]) je bosanskohercegovački filmski, televizijski i kazališni glumac.
Prvu glavnu filmsku ulogu ostvario je u filmu Čuvari noći redatelja Namika Kabila.

## Filmografija

### Televizijske uloge
- Lud, zbunjen, normalan kao Dino Mehmeda Mujkić
- Sex i selo kao Brzi
- Mujo i Haso kao Mujo
- Naša mala klinika kao Frakson Mustafić

### Filmske uloge
- Čuvari noći kao Brizla (2008.)
- Sretan put Nedime (2006.)
- Nebo iznad krajolija kao Ćata (2006.)
- Go West kao Milo (2005.)
- Srijedom kao Panja (2004.)
- Marginalci kao Krešo (2022.)

## Vanjske poveznice
- Milan Pavlović u internetskoj bazi filmova IMDb-u (engl.)